# Новинка (Лаптихинское сельское поселение)
Новинка (карел. Novin’ka) — опустевшая деревня в Бежецком районе Тверской области. Входит в состав Лаптихинского сельского поселения.

## География
Находится в восточной части Тверской области на расстоянии приблизительно 13 км по прямой на юго-запад от районного центра города Бежецк.

## История
Деревня была отмечена еще на карте 1825 года. В 1859 году здесь (деревня Бежецкого уезда Тверской губернии) было учтено 19 дворов, в 1978 — 11.

## Население
Численность населения: 125 человек (1859 год), 2 (русские 100 %) в 2002 году, 1 в 2010.